# Eugen von der Wiesche
Eugen von der Wiesche (* 20. Juni 1929 in Gevelsberg; † 26. November 2018) war ein deutscher Politiker (SPD). Vom 4. November 1980 bis zum 20. Dezember 1990 gehörte er für drei Wahlperioden dem Deutschen Bundestag an.

## Leben
Wiesche ging auf die Volksschule und machte anschließend eine Lehre zum Werkzeugmacher, die Abschlussprüfung bestand er 1947. Bereits 1946 wurde er Mitglied bei der IG Metall. Bis 1962 war er in seinem Beruf, sowohl als Arbeiter, als auch als Ausbilder tätig. Vom Deutschen Gewerkschaftsbund und von der IG Metall aus, wurde er in der nächsten Zeit auf verschiedene Lehrgänge geschickt. Zeitgleich arbeitete er auch als Sekretär beim Deutschen Gewerkschaftsbund in Ennepe-Ruhr. Sechs Jahre später wurde er Vorsitzender dieses Kreises.

## Politik
Wiesche war auch im Jahr 1946 der SPD beigetreten, kurz darauf wurde er Mitglied des Vorstandes im hiesigen Unterbezirk der Partei. Außerdem wurde er Mitglied des Bundesvorstandes der Arbeitsgemeinschaft für Arbeit. Anschließend war er von 1970 bis 1979 Mitglied im Rat der Stadt Gevelsberg. Bei der darauffolgenden Bundestagswahl 1980 wurde er als Direktkandidat des Wahlkreises Ennepe-Ruhr-Kreis I in den Bundestag gewählt, dem er auch noch die nächsten zwei Legislaturperioden bis 1990 angehörte. Er war die ersten Jahre ordentliches Mitglied im Petitionsausschuss, später sogar stellvertretender Vorsitzender. Außerdem gehörte er als stellvertretendes Mitglied dem Ausschuss für Raumordnung, Bauwesen und Städtebau an. Nach seiner politischen Zeit war Wiesche noch im Vorstand der Allgemeinen Ortskrankenkasse Ennepe-Ruhr und saß bis Oktober 1986 im Verwaltungsrat beim Arbeitsamt Hagen.